# Eggert Ólafsson
En aquest nom islandès, el darrer nom és un patronímic, no pas un cognom. La manera de referir-se a aquesta persona és pel nom de pila.
Eggert Ólafsson   (Svefneyjar, 1 de desembre de 1726 - 30 de maig de 1768) va ser un poeta, escriptor, naturalista i també explorador il·lustrat de Svefneyjum situat als fiords de Breiðafiörður.
Rannveig, la seva germana, era l'esposa del reverend de Sauðlauksdalur, Björns Halldórssonar.

## Estudis, vida i publicacions
Eggert va estudiar ciències naturals a la Universitat de Copenhagen a més a més de formar-se en gramàtica, lleis, estudis clàssics i agricultura.
Eggert va escriure sobre temes molt diversos i es considera la persona que va normativitzar l'ortografia de l'islandès, encara que les normes actuals són força diferents. A part, se'l considera la persona que va fer més per preservar la cultura islandesa, que ha patit un gran canvi des de llavors.
Eggert, juntament amb Bjarni Pálsson (que més tard va esdevenir el Director de la Salut d'Islàndia), va emprendre un viatge d'exploració pel voltant d'Islàndia, entre el 1752 i el 1757. Durant aquest viatge, van visitar un gran nombre de regions naturals, de les quals, quan van tornar, van proposar un seguit de millores en les infraestructures. Un hivern, es va asseure a Viðey amb Skúla Magnússon i, com mig segle abans, quan Árni Manússon havia estat a Skálholt entre els seus viatges pel país, va escriure, amb la seva dona, el llibre de viatges (ferðabók), que es va publicar en danès el 1772.
El llibre de viatges, posteriorment serà traduït després a l'alemany el 1802, a l'anglès (per parts) el 1805, i a l'islandès, no veurà llum fins al 1943.

## Mort
Eggert va morir ofegat amb la seva dona Ingibjörgu Guðmundsdóttur el 1768 al Fiord de Breið, quan tornaven d'un viatge d'hivern.
L'últim cop que Eggert Ólafsson va anar a l'església Sauðlauksdalur abans d'emprendre el viatge, el 29 de maig de 1768, el reverend Björn Halldórsson li entonà una cançó de comiat que ell mateix havia escrit, heus-la aquí:
```
Far nú, minn vin, sem ásatt er
auðnu og manndyggðabraut,
far nú, þótt sárt þín söknum vér,
svift frá allri þraut.
Far í guðs skjóli, því að þér
þann kjósum förunaut.
Farðu blessaður, þegar þver
þitt líf, í drottins skaut.
```

De l'ofegament del matrimoni Matthias Jochumsson va escriure una elegía en el seu honor, titulat "Eggert Ólafsson".

## Publicacions
- 1772 (publicat pòstumament): Ferðabók (el llibre de viatges) per Eggert Ólafsson i Bjarna Pálssonar.